# Kreuzhorst
Kreuzhorst, Magdeburg-Kreuzhorst – dzielnica miasta Magdeburg w Niemczech, w kraju związkowym Saksonia-Anhalt. 